# غافل فاضل
غافل فاضل (4 أغسطس 1951- ) مخرج كويتي. ولد في منطقة شرق، بدأ مسيرته الإخراجية بعام 1971، شارك العديد من نجوم الفن واخرج للفن عدداً كبيراً من الفنانين، تزوج من الممثلة والمذيعة البحرينية سمية الخنة وانجبت له من الأبناء وليد وملاك.

## أعماله

### الأعمال الذي قام بأخراجه
- عمود البيت

مسلسل 2019 مخرج
- غريب الدار
- مسلسل 2012 مخرج
- خوات دنيا
- مسلسل 2012 مخرج
- تصانيف 2
- مسلسل 2011 مخرج
- السندباد بن حارب
- مسلسل 2011 مخرج
- الشمس تشرق مرتين
- مسلسل 2010 مخرج
- الورثة
- مسلسل 2009 مخرج
- وعاد الماضي
- مسلسل 2009 مخرج
- سارة
- مسلسل 2009 مخرج
- فضة قلبها أبيض
- مسلسل 2008 مخرج
- بعد منتصف الخوف
- مسلسل 2008 مخرج
- المقاريد
- مسلسل 2007 مخرج
- الأخ صالحة
- مسلسل 2007 مخرج
- عيال الفقر
- مسلسل 2007 مخرج
- بيت من ورق
- مسلسل 2007 مخرج
- أحلام لاتعرف الدموع
- مسلسل 2006 مخرج
- للحياة وجه آخر
- مسلسل 2004 مخرج
- الدار
- مسلسل 2004 مخرج
- الحريم
- مسلسل 2003 مخرج
- بيت بو نشمي
- مسلسل 2003 مخرج
- دموع الرجال
- مسلسل 2003 مخرج
- مدينة الأمان
- مسلسل 2002 مخرج
- بقدر ما تحمله النفوس
- مسلسل 2001 مخرج
- بيوت من ثلج
- مسلسل 2001 مخرج
- الحب يأتي متأخرا
- مسلسل 2001 مخرج
- إلى جدي مع التحية
- مسلسل 2001 مخرج
- بيت بلا ابواب
- مسلسل 2000 مخرج
- السرايات
- مسلسل 2000 مخرج
- أبناء الغد
- مسلسل 2000 مخرج
- سلامتك
- برنامج 2000 مخرج
- الدردور
- مسلسل 1999 مخرج
- حكايات كويتية
- مسلسل 1999 مخرج
- طير الخير
- مسلسل 1998 مخرج
- بيت الوالد
- مسلسل 1998 مخرج
- بو قلبين
- مسلسل 1997 مخرج
- الناس أجناس
- مسلسل 1997 مخرج
- دلق سهيل ج2
- مسلسل 1997 مخرج
- أحلام نيران
- مسلسل 1996 مخرج
- الدعوة عامه
- مسلسل 1995 مخرج
- آخر العنقود
- مسلسل 1993 مخرج
- لا ثمن للوطن _ عن الغزو العراقي
- سهرة تلفزيونية 1991 مخرج
- فناتك
- مسرحية 1989 مخرج
- خذ وخل
- مسلسل 1989 مخرج
- الواوي و بنات الشاوي
- مسرحية 1989 مخرج
- رزنامة
- الفوازير 1988 مخرج
- مع الأنغام
- مسلسل 1987

## روابط خارجية
- غافل فاضل على موقع قاعدة بيانات الأفلام العربية